# فایو داک، نیو ساوت ولز
فایو داک (به انگلیسی: Five Dock) یک حومه شهر در استرالیا است که در نیو ساوت ولز واقع شده‌است.